# Henrik Bjelke
Henrik Bjelke (8. srpna 1937 Aarhus - 9. února 1993) byl dánský autor modernistické prózy. Mezi jeho hlavní díla patří román Saturn (1974) a sbírka povídek Sto pohlednic z pekla (1980).

## Životopis
Studoval od roku 1956 do roku 1968 práva na univerzitě v Kodani, ale musel studia po 12 letech opustit.
V roce 1979 získal Herman Bangovo stipendium a cenu Beatrice v roce 1984 - byl první, kdo ji získal. Zemřel v roce 1993 na AIDS.

## Dílo
- Første person ental (1968)
- Oceanisk kys (1971)
- Saturn (1974)
- Yoyo : laboratorium i tolv stumper (1976)
- Arcana (1978)
- Hundrede postkort fra Helvede (1980)
- Seks råb fra baghovedet (1981)
- Nattens Budapest (1983)
- Solo Nolo (1986)
- Togplan for Otto (1990)
- Rygternes atlas: syv topografier (1992)